# IC 2249
IC 2249 је спирална галаксија у сазвјежђу Рак која се налази на листи објеката дубоког неба у Индекс каталогу.
Деклинација објекта је + 24° 29' 35" а ректасцензија 8h 16m 34,5s. Привидна величина (магнитуда) објекта IC 2249 износи 15,7 а фотографска магнитуда 16,5. IC 2249 је још познат и под ознакама KUG 0813+246, PGC 23202.